# Télé locale Provence
Télé locale Provence (TLP) est une ancienne chaîne de télévision généraliste départementale diffusant dans les Alpes-de-Haute-Provence entre 1990 et 2013.

## Histoire de la chaîne
La chaîne locale est en redressement judiciaire à partir du 16 octobre 2012. Le 30 avril 2013, TLP est cédée au groupe TV Sud par décision du Tribunal de commerce. Le 25 juin 2013, la chaîne n’émet plus. À partir de septembre 2013, LCM, s'implante peu à peu dans le département des Alpes-de-Haute-Provence, et diffuse une rubrique d'émissions dédiée au département.

## Diffusion

### Par laTNT
Sur chaîne no 30 :
- Château-Arnoux-Saint-Auban, depuis l'émetteur de la Chapelle Saint-Jean
- Forcalquier, depuis l'émetteur des Cabanons
- Manosque, depuis l'émetteur des Espels
- Oraison, depuis l'émetteur de Fond des Oiseaux
- Peipin, depuis l'émetteur des Réservoirs
- Saint-Maime, depuis l'émetteur de Volx - Bellevue
- Saint-Michel-l'Observatoire et Banon, depuis l'émetteur de Villemus
- Sainte-Tulle, depuis l'émetteur de la Renarde
- Sisteron, depuis l'émetteur du Collet du Page

### ParSatellite
- Sur Fransat, chaîne no 107

### Parcâble
- Sur Numericable, chaîne no 95 sur Avignon

### ParADSL
- Sur Orange, chaîne no 243
- Sur SFR, chaîne no 374

## Programmes
- Site de la chaine, rubrique programme